# Ичара
Ичара — горная вершина на западном берегу Сахалина, к востоку от мыса Стукамбис, до 1022 м высоты. Окаймляет своими отрогами озеро Райтсиска и здесь обрывчато спускается в Татарский пролив, образуя близ берегов подводные камни. Вместе с горой Краснова образует массив Ламанон.
Ближайшие населённые пункты — сёла Орлово и Ольшанка в 15 км к северу и село Айнское в 21 км к юго-востоку.
Гора является туристической достопримечательностью Углегорского района.
Открыта в 1787 году Лаперуза, который назвал её пик Ламанон — в честь участника своей экспедиции, естествоиспытателя Робера де Ламанона. В 1853 году Дмитрий Орлов переименовал её в гору Невельского. В дальнейшем получила современное название.